# Wainer Vaccari
Wainer Vaccari (Modena, 8 dicembre 1949) è un pittore, scultore e illustratore italiano.

## Biografia
Wainer Vaccari esordisce negli anni settanta, con un'esposizione presso la galleria modenese ''La Sfera''. La sua carriera conosce però una svolta solo in seguito all’incontro con il gallerista modenese Emilio Mazzoli, per il quale organizza una personale nel 1983. L’anno successivo, Vaccari prende parte a due importanti mostre collettive, “La scuola di Atene” ad Acireale e la Biennale “Trigon” di Graz, entrambe curate da Achille Bonito Oliva.
È un periodo, questo, in cui la sua pittura, venuta meno l’iniziale influenza della Nuova Oggettività tedesca, inizia a misurarsi con l’arte manierista del Cinquecento italiano e con la figurazione visionaria dell’Ottocento nordico. Gli esiti di queste ricerche portano Vaccari a estendere la sua attività espositiva al di fuori dei confini italiani, incontrando il favore di importanti istituzioni europee. Nei dieci anni successivi, infatti, le sue opere si trovano esposte in gallerie private, come la Susan Wyss di Zurigo, la Jule Kewenig di Frechen-Bachem (Colonia) e la Thomas Levy di Amburgo, e musei, tra cui quello di Horsens, in Danimarca, il Kunsthal di Rotterdam, nei Paesi Bassi, e il Kunstverein di Monaco di Baviera. Si accorge del suo lavoro anche il prestigioso Stedelijk Museum di Amsterdam, che nel 1992 acquisisce una sua grande opera intitolata Tondo.
La fine degli anni Novanta è scandita da alcune personali che consolidano la presenza di Vaccari sulla scena artistica internazionale, come quella del 1997 alla Galerie Thomas di Monaco di Baviera e, nei due anni successivi, quelle alla Galerie Numaga di Neuchâtel (Svizzera) e alla Redfern Gallery di Londra.
Nonostante il positivo riscontro all’estero, Vaccari mantiene i suoi contatti con l’Italia realizzando nel 1994 una personale alla Galleria Civica di Modena, a cui faranno seguito, tra il 1996 e il 1997, tre mostre presso la Galleria Forni di Bologna, la Galleria Goethe di Bolzano e la Galleria dello Scudo di Verona. Nel 1999 è invece a Roma, invitato alla tredicesima edizione della Quadriennale.Il volgere del millennio marca un ulteriore punto di passaggio all’interno del percorso artistico di Vaccari. Il 2000 è infatti un anno caratterizzato da un’intensa meditazione sul linguaggio pittorico che lo spinge a un profondo ripensamento della propria grammatica espressiva. I primi risultati di questa svolta stilistica sono presentati nelle mostre tenute alla Galleria Emilio Mazzoli di Modena (2001), alla Galleria Pack di Milano (2002), al Museum Moderner Kunst di Passau, in Austria (2003), al Kunsthaus di Amburgo (2005) e alla Galleria Bonelli di Mantova (2007).
Nel 2008 partecipa alla Biennale di Pechino, mentre nel 2011 è tra gli artisti esposti al Padiglione Italia della Biennale di Venezia curato da Vittorio Sgarbi.
Il 2012 vede la riflessione di Vaccari sulla pittura intrecciarsi con un’intensa attività di studio a carattere epistemologico che conduce l’artista a una nuova e originale messa a punto del proprio immaginario e del proprio stile.
In seguito, Vaccari prende parte a importanti collettive sia in Italia sia all’estero, tra cui si segnala nel 2013 la mostra “Lieblingsbilder aus der Sammlung Grosshaus” presso lo Schloss Gottdorf di Schleswig.
Nel 2015, sempre in Germania, espone nuovamente nella Levy Galerie di Amburgo, mentre nel 2017 ritorna alla Galleria Emilio Mazzoli di Modena in occasione di un’importante personale dal titolo “Visioni diverse” curata da Flavio Arensi.

## Opere in collezioni e spazi pubblici
Sue opere sono conservate a Palazzo Chigi, Parlamento italiano (Roma), nello Stedelijkmuseum di Amsterdam (Paesi Bassi), nell'Horsenskunstmuseum di Horsens (Danimarca) e nel Musée d'art et d'histoire di Neuchâtel (Svizzera).
La scultura in bronzo Il camminante è situata a Modena in largo Mario Alberto Pucci innanzi alla palazzina Pucci. Una statua sempre in bronzo della celebre rovesciata di Carlo Parola, da cui ha ideato il logo degli album Calciatori Panini, è posta nel luogo in cui si trovava l'Edicola Panini in Corso Duomo a Modena.
Il prototipo su plastica della sua prima opera d'arte realizzata su ceramica elastica dal titolo "Pensiero di testa", ideata in occasione della prima edizione di Festivalfilosofia, è collocato sul muro di piazzale Avanzini a Sassuolo (Mo).

## Altri lavori
- Impiegato come grafico presso la ditta Panini a Modena, realizza nel 1970 il disegno, tratto da una fotografia di Corrado Bianchi, in cui si immortala la celebre rovesciata di Carlo Parola e che divenne il logo e il simbolo dell'album Calciatori Panini.[22][23]
- Nel 1986 realizza i costumi dello spettacolo di teatro-danza Tufo del gruppo Sosta Palmizi; produzione del Centro in Teatro di Polverigi (Ancona).[24]
- Nel 1995 Worshiping icons, spettacolo di danza ispirato alle opere di Wainer Vaccari, viene portato in scena dalla Compagnia di danza del Teatro di Copenhagen, con la coreografia di Warren Spears.
- Realizza le illustrazioni per il libro Baggio Etrusco delle Edizioni Limina, Arezzo 2005.[25]

- Ha realizzato la copertina di Dormi amore, la situazione non è buona, album di Adriano Celentano del 2007, in cui il cantante è ritratto nei panni di un pugile.[26]